# Škuner

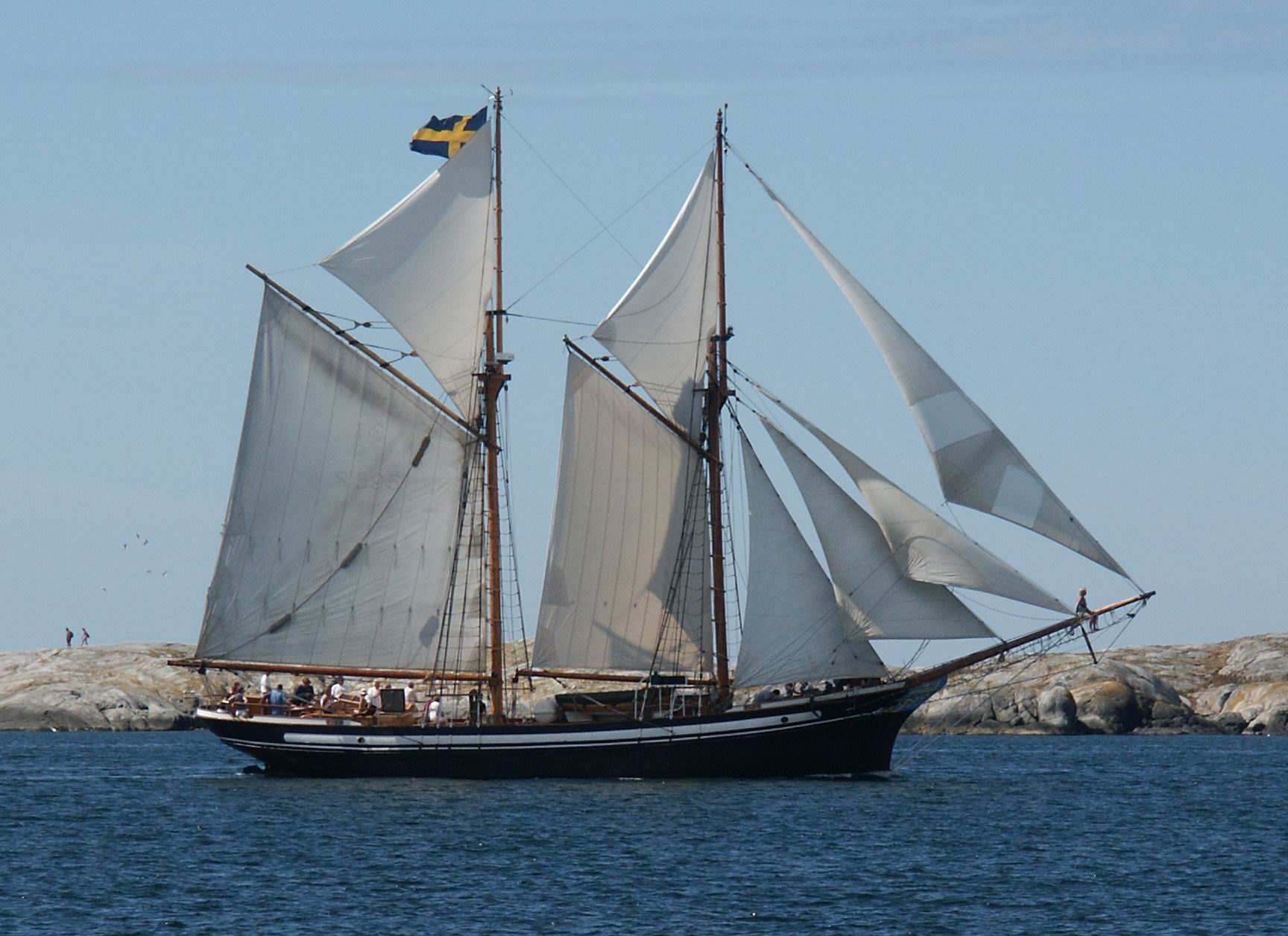
Dvoustěžňový škuner Atene s typickou základní škunerovou takeláží

Škuner je typ námořní plachetnice o dvou a více stěžních, vyvinutý do konečné podoby v 18. století v USA. Škunery byly stavěny i po celé 19. století a vytlačeny byly až s nástupem mechanicky poháněných lodí ve 20. století.
Základní oplachtění škuneru sestávalo z lichoběžníkových vratiplachet na všech stěžních, trojúhelníkových vrcholových plachet nad nimi a 3–4 trojúhelníkových kosatek napnutých mezi předním stěžněm a čelenem. Škunery, které mají na předním stěžni další příčné ráhnové plachty, se obecně označují jako škunery s ráhnovým oplachtěním, přesněji pak jako košové nebo brámové škunery. Nejvíce rozšířené byly škunery o dvou a třech stěžních.
Škunery byly stavěny v délkách od 15 do 100 metrů. Poměr délka/šířka trupu se pohyboval od 4 : 1 do 7 : 1. Největší škuner světa byl postaven v USA v roce 1902, byl to ocelový sedmistěžník a jmenoval se Thomas W. Lawson.
Existovala i řada typů lodí, které měly škunerové oplachtění jen částečné a kombinovaly je s jinými druhy oplachtění. Existovaly tak typy lodí jako škunerová briga, později nazývaná brigantina, nebo škunerový bark, později označovaný jako barkentina.

## Využití
Vzhledem k snadné obsluze jednoduchého plachtoví a dobrým manévrovacím a plavebním vlastnostem se škunery používaly především jako obchodní lodě, menší pro pobřežní plavbu, větší pro plavbu zámořskou.
Za napoleonských válek se stavba škunerů a jejich použití rozšířilo zejména v USA, mnoho ozbrojených škunerů bylo účelově postavených jako kaperské: k přepadání a zajímaní obchodních lodí nepřítele. Škunerové oplachtění měly obvykle plachetnice lodivodů v přístavech. Škunery používaly k ochraně pobřeží před pašeráky také celní služby řady zemí.
V současnosti využívá princip škunerového oplachtění velké množství sportovních i výletních jachet.